# Mick Potter
Pas d'image ? Cliquez ici

a Compétitions nationales et continentales officielles uniquement.

b Matchs officiels uniquement.
Mick Potter, né le 24 septembre 1963 à Parramatta (Australie), est un joueur australien de rugby à XIII reconverti en entraîneur.

## Biographie
Mick Potter effectue une carrière de haut-niveau en Australie aux Canterbury Bulldogs, St. George Dragons et Western Reds et compte une sélection au State of Origin en 1984. Après avoir pris une retraite sportive en 1996, il se reconvertit dans le poste d'entraîneur au Broncos, il connaît sa première expérience en tant qu'entraîneur principal lorsqu'il rejoint les Dragons Catalans en 2007, après deux saisons dans ce club, il signe à St Helens RFC après avoir été élu meilleur entraîneur de la Supre League en 2008. Il emmène St Helens à deux reprises en finale de la Super League mais perd à chaque fois, cependant, il remporte la coupe d'Angleterre en 2009.
Après deux saisons à St Helens, il s'engage aux Bradford Bulls à partir de la saison 2011 pour deux saisons.